# Самисеи

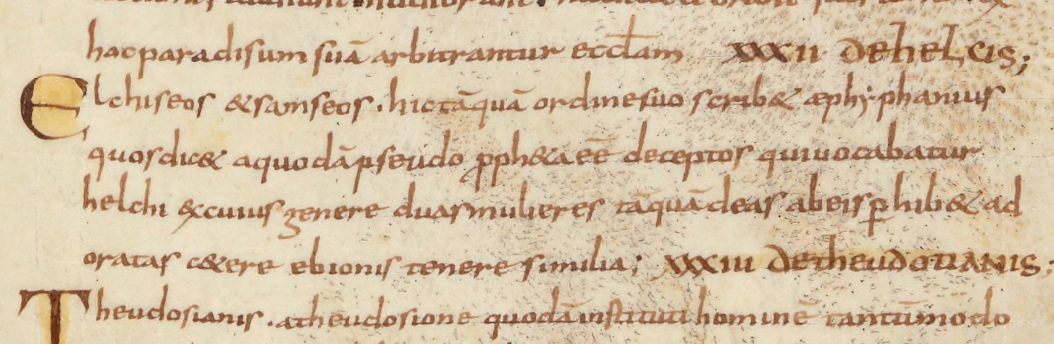
Августин в книге «De Haeresibus ad Quodvultdeum Liber Unus» («Ереси, попущением Бога, в одной книге») о елкесеях. «Smaragdus». рукопись IX века. Парижская национальная библиотека

Самисе́и или сампсе́и (др.-греч. Σαμψαῖοι; лат. Sampsaei; ст.‑слав. Самописанє) или Елкезаиты, или Елкесе́и (др.-греч. Ἐλκεσαῖοι; лат. Elcesaei; ст.‑слав. Оликєсєи) — религиозная группа, учение которых представляло смесь из элементов иудаизма и христианства. Данная секта описана Епифанием Кипрским в книге «Панарион».
Сампсеи жили в Перее, в стране Моавитской, по берегам реки Арнон, и далее, в Итурее и земле Наватеев. Основателем их учения был Илксай (или Элксай, или Елксай; др.-греч. Ἠλξαΐ). Илксай во время правления императора Траяна (98—117 годы)  присоединился к иудейской  секте оссинов. Спустя некоторое время Илксай написал книгу и основал своё отдельное вероучение. Книга Илксая стала священной среди сампсеев, а сам Илксай почитался сампсеями как пророк. Брат Илксая — Иксай (др.-греч. Ἰεξαΐ) написал другую книгу, которая также почиталась как священная у елкесеев. Весь род Илксая был священным у сампсеев, из этого рода Епифаний упоминает о двух женщинах, родных сёстрах, которые жили в IV веке: Марфус (др.-греч. Μαρθοῦς) и Марфана (др.-греч. Μαρθάνα), — и говорит о том, что они почитались сампсеями как божественные. Толпы сампсеев всюду следовали за этими женщинами, собирали нечистоты этих женщин и делали из них амулеты.
Сампсеи были монотеистами, но не признавали ни библейских пророков, ни апостолов. Иисуса Христа елкесеи признавали, но считали не Богом-Творцом, а творением. Сампсеи почитали воду, как бы Богом, утверждали, что от неё почти жизнь. Согласно учению сампсеев, Иисус Христос всегда являлся на протяжении времени, и сперва был создан в Адаме, затем снял с себя тело Адамово и опять облекается в него, когда хочет, а называется он Христом; Дух Святой, существует в женском виде и является сестрой Иисуса Христа; и каждый из них, и Христос, и Святой Дух, имеют девяносто шесть миль вышины и двадцать четыре мили ширины.
О елкисеех писали Августин в книге «De Haeresibus ad Quodvultdeum Liber Unus» («Ереси, попущением Бога, в одной книге») и Тимофей Константинопольский «Τιμοθέου πρεσβυτέρου τῆς άγιωτάτης μεγάλης ἐκκλησίας Κωνσταντινουπόλεως, πρός Ιωάννην πρεσβύτερον τῆς άγιωτάτης τοῦ θεοῦ καθολικῆς ἐκκλησίας, καί σκευοφύλακα τῆς ἀγίας Θεοτόκα τῆς ἐν τοῖς Χαλκοπρατείοις περί διαφοράς τῶν προσερχόμενων τῆ εὐαγεστάτη ημών πίστει.» («Тимофея пресвитера, пресвятые и великие Церкви Константинополя: Иоанну пресвитеру святой, божественной, кафолической церкви и скевофилаксу святой Богородицы в Халкопатрии. О различии приходящих к непорочной нашей вере»), последний упоминает их под именем Елисэте́и (др.-греч. Ἐλισαῖτοι; ст.‑слав. Елєсаитєи) и причисляет их к разряду еретиков, которых необходимо крестить при приёме в Церковь.